# Lars Diederichsen
Lars Diederichsen (Cidade do México, 1966) é um designer alemão nascido no México.

Formado pela faculdade FH Kiel (Alemanha) em 1991, trabalhou no estúdio Raul Barbieri em Milão, Itália, e desde 1993 trabalha no escritório Terra Design. Tem se destacado pelo trabalho com comunidades de artesãos (desde 1996), fazendo projetos para diferenciar o trabalho dessas comunidades e desenvolver seu potencial, tornando-os mais competitivos. Ainda sobre o tema "design e artesanato", Lars faz palestras em todo o Brasil e é consultor do Sebrae entre outras instituições. Lars é Presidente do Instituto Meio *Instituto Meio.

## Prêmios
- Prêmio Planeta Casa de Responsabilidade Social 2004 e 2007
- Marketing Best de Responsabilidade Social 2004
- Prêmio Design do Museu da Casa Brasileira (menção honrosa)